# Karel Jaroš
Karel Jaroš (* 22. ledna 1947) je významný český mistr zvuku a pedagog.

## Život
Vystudoval elektrotechnickou fakultu ČVUT a studoval rovněž na FAMU.

## Pedagogická činnost
Od roku 1998 působí na soukromé vyšší odborné škole. Od roku 2006 také na Filmové akademii Miroslava Ondříčka v Písku kde vedl i oponoval desítky bakalářských i magisterských prací. Účastnil se také řady stáží a workshopů převážně v Německu (Filmuniversität Babelsberg „Konrad Wolf“) a Velké Británii (Edge Hill University).
28. listopadu 2019 byl jmenován profesorem.

## Profese
V roce 1969 nastoupil jako technik zvuku do Filmového studia Barrandov, kde od roku 1977 pracoval jako mistr zvuku až do roku 1990. V současnosti působí jako pedagog a příležitostný mistr zvuku.
Je také členem následujících odborných společností: Asociace pracovníků se zvukem (od 1990), Audio Engineering Society (od 2004) a Verband Deutscher Tonmeister (od 1978).
Za svou profesní kariéru vytvořil mnoho desítek známých českých filmů, televizních inscenací, sérií a seriálů i drobnějších děl. Spolupracoval s Jurajem Herzem, Jiřím Menzlem, Antonínem Moskalykem, Dušanem Kleinem, Janem Hřebejkem či Zdeňkem Troškou.
Mezi nejznámější díla Karla Jaroše patří Postřižiny, Vesničko má středisková, Upír z Feratu, Slavnosti sněženek nebo Policie Modrava.

## Ocenění
- Vesničko má středisková 1985, několik ocenění na zahraničních festivalech včetně nominace na Oscara
- Pelíšky 1998, spolupráce na filmu, který získal celkem 3 České lvy